# モバイルアダプタGB
モバイルアダプタGB（モバイルアダプタジービー）は、携帯電話とゲームボーイカラー及びゲームボーイアドバンスを接続する周辺機器である。

## 概要
これを使ってゲームソフトのデータと、メーカーが用意、あるいはプレイヤーがアップロードしたデータとのやりとりを行うサービスが「モバイルシステムGB」である。2001年1月27日にサービスを開始し、2002年12月14日に全てのサービスが終了した。サーバを介さないP2P形式の通信は、長らくY!mobileのPHSであれば通信相手と機材が揃えば利用可能であったが、2021年のPHS終了によりこちらも現在は利用できない（後述）。
当初は携帯電話専門店などでしか販売されていなかったが、後にゲームボーイソフト『モバイルゴルフ』との同梱版が一般発売された。現在はサービス終了に伴い、中古品以外は流通していない。中古市場に出回っているものは大半がこの同梱版である。

### 通信方法
大きく分けて2種類がある。

#### みんなでモバイル
モバイルシステムGBの専属プロバイダであったDION（現在のau one net）を通して専用のサーバと接続する通信。同社の専用コースと契約する必要があった（登録料400円。基本料金0円、10円/分の時間課金）。現在ではサービスが終了しているので使用できない。
ゲーム内の操作が接続している携帯電話と連動し、専用の番号へと電話をかけることにより、メーカーが用意したデータをダウンロードしたり、それと同時に他のプレイヤーがアップロードしたデータをダウンロードする事が出来た。通話料（一般の通話と同じ）の他、接続料（10円/分）・コンテンツ料（無料 - 100円程度）の支払いが必要である。実際の通信時間は1分前後に抑えられていて、1日当たりの時間や回数の上限も設けられ、使いすぎを防ぐシステムとなっていた。実際に電話をかける動作をするときはゲーム内でも、料金が必要である旨の警告が出る。実際、多額の通信費がかかるケースが後を絶たなかった。
アップロードできるデータは、例えばプレイヤーが育てたキャラクターであったり、ゲーム内の数値の最高記録などである。これらが敵として現れたり、全国ランキングとなって表示された。また、同時にメッセージが送れるものもあった。単語選択式で自由に作成できない場合が多かったが、それでも通信内容やメッセージを通じた独特なコミュニティが形成されていた。
メッセージ送受信自体を目的とした電子メールクライアントとも呼べるソフトも存在したが、当時から既にメール送受信機能は多くの携帯電話に実装されていた。わざわざ接続料やコンテンツ料を支払ってまで、機能が限定されたメールを使う者は少なかったようである。

#### ともだちとモバイル
プレイヤー同士による直接通信。通信形態としてはP2Pに属するが、通常の通話と同様に2台の電話を結ぶものであり、不特定多数の機体とのネットワークを築くものではない。ゲーム内で「電話を待つ」状態を選択した相手に対して、ゲーム内で「電話をかける」ことで通信が成立する。かける側は相手の電話番号を知っている必要がある。サーバを介さないため通常の通話と同様の通話料以外はかからず、サーバが停止した後も長らく通信は可能であった。携帯端末の通信方式の変化により、現在は利用できない。
この通信に対応したソフトは『ポケットモンスター クリスタルバージョン』と『ゼロ・ツアーズ』のみ。どちらも通信ケーブルで行える通信はモバイルアダプタGBでも行える。

### 通信規格
回線交換方式 (ASYNC) で行われる。伝送速度は機種によって異なる。

## ハードウェア

### 機種
携帯電話及びPHSの機種にあわせて3種類が存在する。
- 青色
  - デジタル携帯電話 (PDC) に対応
    - いずれの事業者もPDC方式を廃止したため利用できない。

  - 最大伝送速度9.6kbps
- 黄色
  - cdmaOneの回線交換方式 (ASYNC) に対応
    - cdmaOneの上位互換性を持つ3G方式のCDMA 1X (CDMA2000 1x) やその3.5G方式にあたるCDMA 1X WIN (1x EV-DO Rel.0/Rev.A)、WIN HIGH SPEED (1x EV-DO MC-Rev.A) に対応した機種でも動作可能。
    - auは2005年以降に発売された機種から回線交換方式への対応を外しており[2]、回線交換方式に対応していない機種では使用できない。
    - さらにauが2012年7月22日に回線交換方式によるデータ通信サービスを終了したため、現在は利用できない[3]。

  - 最大伝送速度14.4kbps
- 赤色
  - DDIポケット（ウィルコムを経て現在はY!mobile）のPHSに対応（αPHS規格）
    - AIR-EDGEPhone以降の機種は外部接続端子がminiUSB端子に変更されているため、利用できなくなった。
    - αPHS対応機種の製造終了、持ち込み契約の終了[4]と段階を経て、最終的に2021年1月31日のPHSのサービス自体の終了により、現在は利用できない。

  - 最大伝送速度32kbps

「ともだちとモバイル」を行う場合は原則として同色同士でしか通信できない。ただし非公認だが黄色から青色へ電話をかける事は可能である。

## 対応ソフト
- モバイルトレーナー(GBC)
  - 本体同梱。専用のウェブサイトの閲覧や、電子メールの送受信が可能だった。 任天堂が運営している「任天堂モバイルホームページ」を見ることができるサービスで、「モバイルシステムサービスGB」に関する情報が記載されている他に、サービス内のページでしか入手できない情報も多かった。
- ポケットモンスター クリスタルバージョン (GBC)
  - モバイルシステムGBを普及させるキラータイトルとして期待されていたが、その役目は果たせなかった[5]。
- モバイルゴルフ (GBC)
- ネットでゲット ミニゲーム＠100 (GBC)
  - ミニゲームのダウンロード購入が可能。カートリッジのFlashメモリに保存される。
- ゲームボーイウォーズ3 (GBC)
- ハローキティのハッピーハウス (GBC)
- モンスターガーディアンズ (GBA)
- ナポレオン (GBA)
- プレイノベル サイレントヒル (GBA)
- 全日本ＧＴ選手権 (GBA)
- ドラえもん 緑の惑星ドキドキ大救出! (GBA)
- 森田将棋あどばんす (GBA)
- EXモノポリー (GBA)
- マリオカートアドバンス (GBA)
- JGTO公認 GOLFMASTERモバイル JAPAN GOLF TOUR GAME	 (GBA)
- 筋肉番付 金剛くんの大冒険! (GBA)
- スタコミ STAR★COMMUNICATOR (GBA)
- モバイルプロ野球 監督の采配 (GBA)
- ゼロ・ツアーズ (GBA)
- エキサイティングバス (GBA)
- 大戦略 for ゲームボーイアドバンス (GBA)
- メールでキュート (GBA)
- 開発中止となった対応予定ソフト
  - ビートマニアGB3 NET JAM (GBC)
    - 後にビートマニアGB ガッチャミックス2として通常のゲームボーイカラー専用ソフトに仕様変更されて発売がされている。

  - 馬穴大作戦 (GBA)